# Grand Conseil du canton de Genève
Législature 2023-2028
Hôtel de Ville
Le Grand Conseil est le parlement cantonal du canton suisse de Genève.
Dans la législature 2023-2028, sept partis sont représentés : le Parti libéral-radical (PLR), le Parti socialiste (PS), Les Verts (Verts), le Mouvement Citoyen Genevois (MCG), l'Union démocratique du centre (UDC), Libertés et Justice sociale (LJS) et Le Centre (LC).
Le Conseil d'État ou les députés peuvent présenter des projets de lois et le Grand Conseil se prononce sur les initiatives populaires. Les autres modes d'intervention des députés sont la motion, la résolution, le postulat ou encore la question.
Le Grand Conseil comprend des commissions permanentes et des commissions ad hoc, composées pour la plupart de quinze membres.
Parmi ses différentes tâches, le secrétariat général du Grand Conseil assure la rédaction et la publication du Mémorial du Grand Conseil qui contient la retranscription intégrale des sessions du Grand Conseil.

## Fonctionnement
Le Grand Conseil exerce le pouvoir législatif. Il est composé de 100 députés élus directement au suffrage universel par le corps électoral au scrutin proportionnel ; la loi prévoit depuis 1912 un seuil électoral (appelé quorum) fixé à 7 %. Le mandat des députés dure 5 ans depuis l'instauration de la nouvelle constitution du canton en 2013[réf. nécessaire]. Il était auparavant de 4 ans (3 ans jusqu'en 1957)[réf. nécessaire]. Il est renouvelable indéfiniment, bien qu'en pratique des règles internes au sein de certains partis limitent la possibilité de se représenter au-delà d'un certain nombre de mandats[réf. nécessaire]. Le Grand Conseil se réunit les jeudi soir et vendredi après-midi, une à deux fois par mois.
Le Grand Conseil est compétent pour voter des lois dans tous les domaines de compétence du canton et pour approuver le budget et les comptes de l'État. Ainsi, alors que le budget 2021 avait été voté malgré le déficit, le budget de 2022 n'a pas été approuvé par le Grand Conseil. En outre, il exerce la haute surveillance sur l'administration du pouvoir exécutif. Genève est l'un des seuls cantons[réf. nécessaire] dans lequel chaque député dispose d'un droit d'initiative législative/initiative parlementaire. Ainsi, chaque député peut soumettre au législatif un projet de loi entièrement formulé.
Le Grand Conseil est assisté d'un sautier.
À l'occasion de l'instauration de la nouvelle constitution, la numérotation des législatures a été réinitialisée. La législature 2013-2018, en théorie la 58e, est ainsi considérée comme étant la première[réf. nécessaire].

## Composition
À la suite des élections du 2 avril 2023, le Grand Conseil genevois, pour la troisième législature (2023-2028) se compose de la manière suivante :
Résultats du premier tour (participation de 37,14 %, soit 95 779 suffrages exprimés sur 275 893 électeurs inscrits ; le quorum est à 7 % ; il y a 100 sièges à pourvoir) :
|                |                              |                |        |       |      |        |               |  |  |
| Parti          | Parti                        | Sigle          | Voix   | %     | +/-  | Sièges | +/-           |  |  |
|                | Parti libéral-radical        | PLR            | 17 281 | 19,02 | 6,16 | 22     | 6             |  |  |
|                | Parti socialiste             | PS             | 13 257 | 14,65 | 0,65 | 18     | 1             |  |  |
|                | Les Verts                    | PES            | 11 798 | 12,93 | 0,23 | 15     | en stagnation |  |  |
|                | Mouvement citoyen genevois   | MCG            | 10 603 | 11,72 | 2,29 | 14     | 3             |  |  |
|                | Union démocratique du centre | UDC            | 9 677  | 10,69 | 3,37 | 12     | 4             |  |  |
|                | Libertés et justice sociale  | LJS            | 7 823  | 8,45  | Nv   | 10     | 10            |  |  |
|                | Le Centre                    | LC             | 7 057  | 7,88  | 2,83 | 9      | 3             |  |  |
|                | Vert'libéraux                | PVL            | 6 017  | 6,62  | 5,02 | 0      | en stagnation |  |  |
|                | Ensemble à gauche            | EàG            | 3 200  | 3,55  | 4,28 | 0      | 9             |  |  |
|                | Liste d'union populaire      | LUP            | 2 680  | 3,08  | Nv   | 0      | en stagnation |  |  |
|                | Civis - Tous concernés       | Civis          | 976    | 1,09  | Nv   | 0      | en stagnation |  |  |
|                | Élan Radical                 | ERAD           | 256    | 0,31  | Nv   | 0      | en stagnation |  |  |
| Total des voix | Total des voix               | Total des voix | 90 625 | 100   | –    | 100    | en stagnation |  |  |

### Historique

Composition initiale (législature 2018-2023).
Composition initiale (législature 2013-2018).
Composition initiale (législature 2009-2013).
Composition initiale (législature 2005-2009).
Composition initiale (législature 2001-2005).
Composition initiale (législature 1997-2001).

Depuis début 2022, le Grand Conseil se réunit dans une nouvelle salle plus fonctionnelle, après plus de 3 ans de travaux.

## Bureau
Une fois par an, le Grand Conseil renouvelle son bureau composé d'un président, de deux vice-présidents et d’un membre par groupe parlementaire.
La présidente du Grand Conseil est Ana Roch (MCG) qui a été élu le 22 mai 2025 pour une année. Les autres membres du bureau sont Dilara Bayrak (Ve), 1er vice-présidente, Guy Mettant (UDC), 2e vice-président, Francine de Planta (PLR), Patricia Bidaux (Le Centre), Jean-Pierre Tombola (S) et Masha Alimi (LJS).

## Masse du sautier

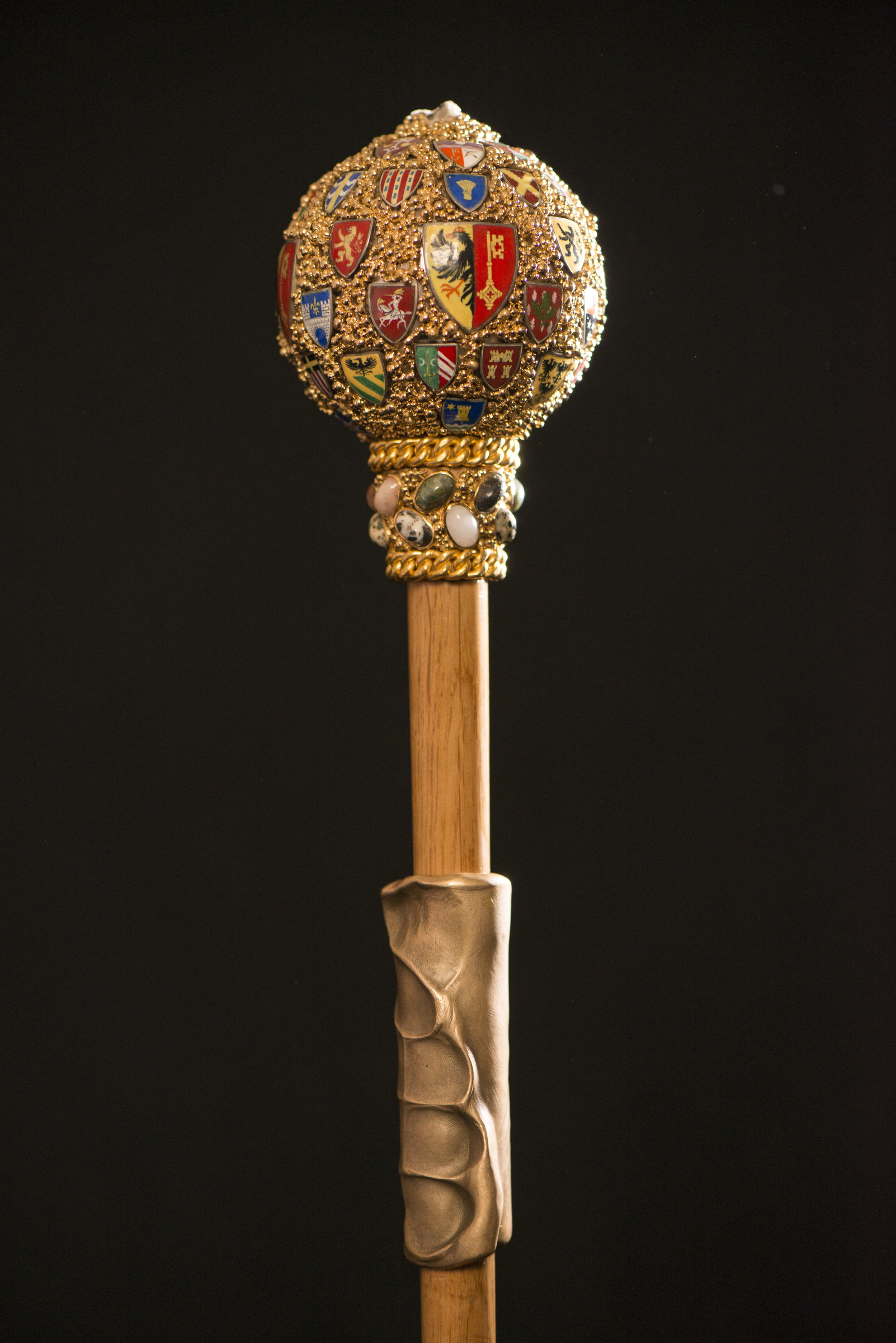
Masse du sautier.

La masse du sauter un bâton symbolisant le pouvoir de la République. La première Masse du sauter est apparue en 1568.
La masse actuelle date de 1999. Celle-ci est décorée par le joaillier Gilbert Albert : le fût est en chêne. À l’extrémité inférieure, serti dans l’or, se trouve un éclat de granit provenant d’une des pierres du Niton (pierres servant de référence altimétrique en Suisse). À l’extrémité supérieure, un éclat de granit rapporté du Mont-Blanc en 1787 par Horace-Bénédict de Saussure. À la base de la sphère, quatorze cabochons provenant de cailloux des quatorze rivières genevoises y ont été placées. La sphère ramène, elle, à la géographie politique et à la population du canton : l’artisan y a serti dans l’or les 45 écussons en émail des 45 communes genevoises actuelles, augmentés de ceux des trois anciennes communes suburbaines des Eaux-Vives, de Plainpalais et du Petit-Saconnex fusionnées en 1931 avec la Ville de Genève.

## Marronnier officiel
Chaque année, le sautier annonce l'arrivée du printemps à Genève avec l'éclosion de la première feuille du marronnier officiel. L'analyse de ces données recueillies depuis 1818 est un véritable outil d'observation du réchauffement climatique.

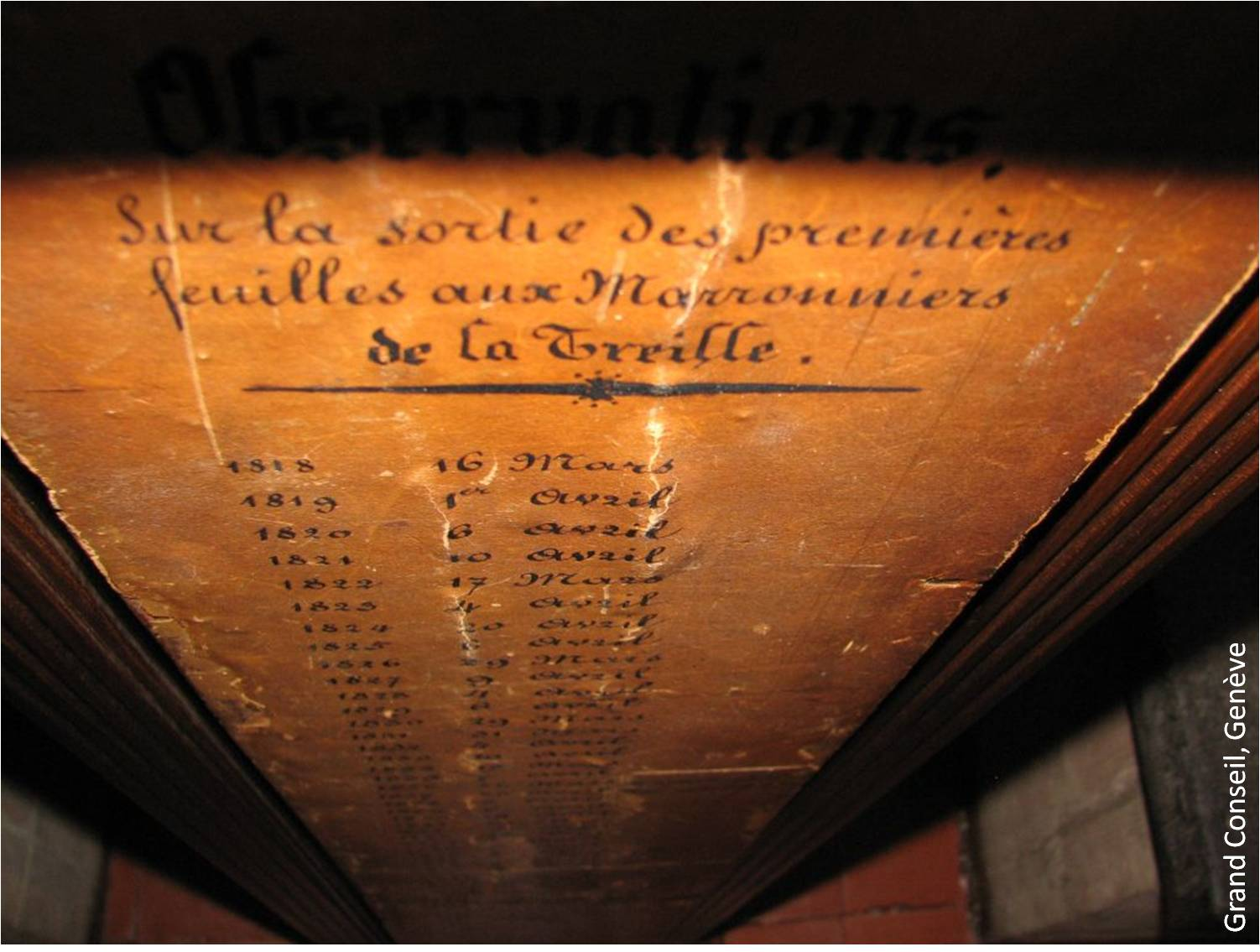
Dates d'éclosion.
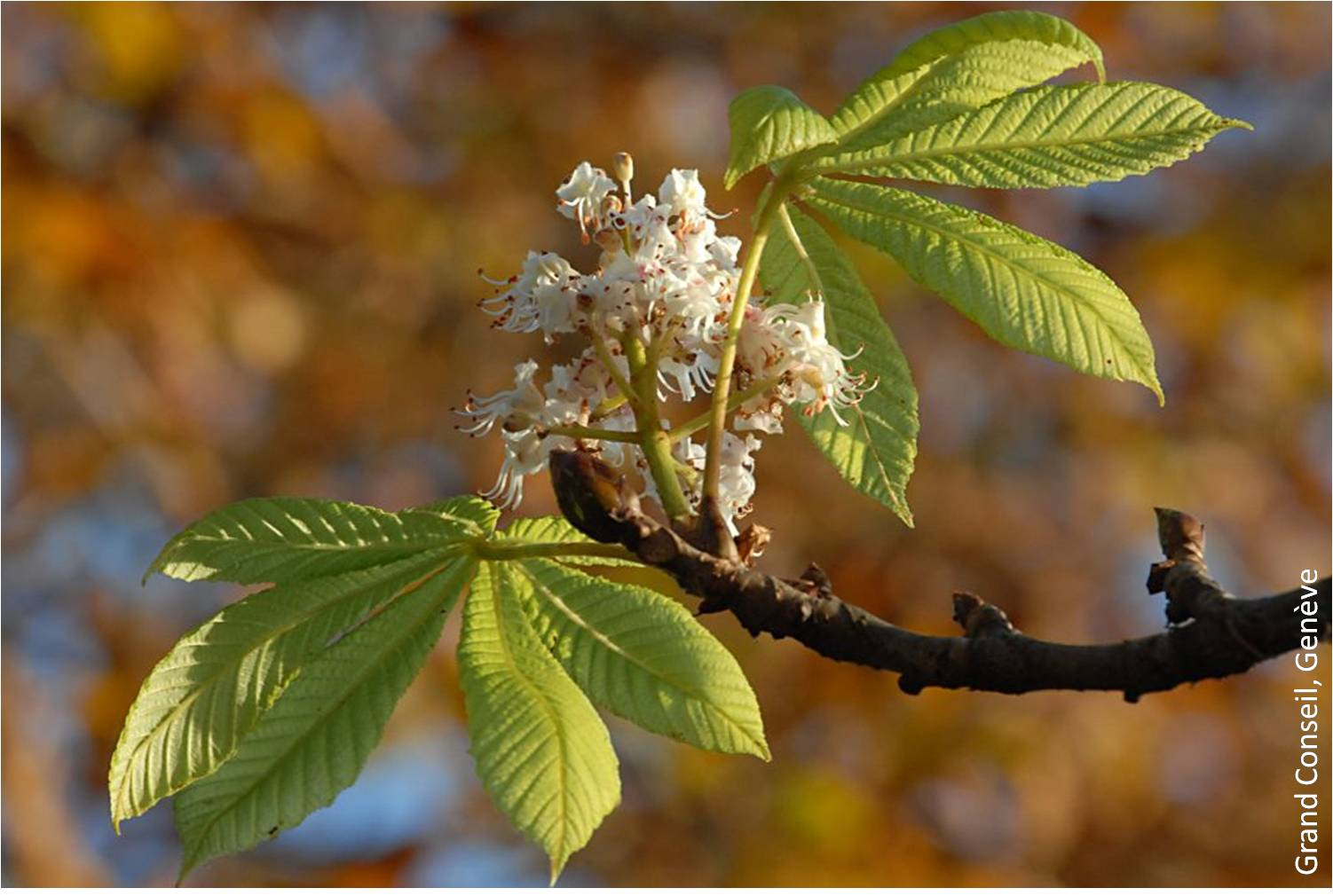
Feuilles du marronnier officiel.
Date d'éclosion depuis 1818.